# Karl Kleinermanns
Karl Kleinermanns (* 9. Januar 1950 in Köln) ist ein deutscher Chemiker und ehemaliger Hochschullehrer.

## Leben
Karl Kleinermanns studierte von 1968 bis 1974 Chemie an der RWTH Aachen. Sein Diplom machte er in theoretischer organischer Chemie auf dem Gebiet der Diels-Alder-Reaktion.
1978 promovierte er am Max-Planck-Institut in Göttingen. Nach einer Wissenschaftlichen Assistenz 1979 in Göttingen war er von 1979 bis 1980 Post Doc in den IBM research laboratories in San José, Kalifornien, USA bei A.C. Luntz. Es folgte eine weitere Phase in Göttingen, anschließend wechselte er 1982 als Forscher an die Ruprecht-Karls-Universität Heidelberg, wo er bis 1986 blieb. 1984 erhielt er den Heinz Maier-Leibnitz-Preis der Deutschen Forschungsgemeinschaft (DFG) für seine Arbeiten über die chemische Reaktionsdynamik.
1987 habilitierte er sich in Heidelberg. 1989 erhielt er einen Ruf auf den Lehrstuhl für Physikalische Chemie an die Universität Düsseldorf. Zudem war er Lehrstuhlinhaber des Lehrstuhls für Molekülspektroskopie und Nanosysteme am Institut für Physikalische Chemie.
Seit 2006 war er Vertrauensdozent des „Fonds der Chemischen Industrie“ und Mitglied des „Editorial Advisory Board of CHEMPHYSCHEM - A European Journal of Chemical Physics and Physical Chemistry“. 2004 bis 2008 war er Mitglied des „Fachkollegiats: Physical Chemistry of molecules, liquids and interfaces; Spectrocopy, Kinetics“ der DFG. 2007 bis 2009 war er Mitglied des „Panel of the European Research Society“. Seit 2007 ist er Mitglied des Komitees des „Nernst-Haber-Bodenstein“ Preises der Deutschen Bunsengesellschaft für Physikalische Chemie. 2007 organisierte er die Frühjahrstagung der Deutschen Physikalischen Gesellschaft AMOP in Düsseldorf.
Von 2007 bis 2010 war er Vorsitzender der Abteilung „Molecular Physics“ der Deutschen Physikalischen Gesellschaft und Mitglied der Vorstandsrats. Im selben Zeitraum hatte er den Vorsitz des „Scientific Advisory board“ des Max-Born-Instituts in Berlin inne.
Seit seiner Emeritierung 2013 widmet sich Kleinermanns der Malerei und Bildhauerei. 2022 organisierte er eine Kunstausstellung, deren Gewinn der UNO-Flüchtlingshilfe Ukraine zugutekam.

## Leistungen
Hauptforschungspunkte Kleinermanns waren die Laserspektroskopie von komplexen molekularen Systemen in Gas- und Flüssigphase, fundamentale photophysikalische und photochemische Prozesse in biologischen Systemen und Optimierung von Solarzellen auf Basis anorganischer Nanopartikel.

## Ehrungen und Auszeichnungen
- 1984 Heinz Maier-Leibnitz-Preis